# Pavel Šultes
Pavel Šultes (* 15. září 1985, Valtice, Československo) je český fotbalový útočník, od července 2016 hrající za třetiligový český klub SK Černolice. Věnuje se i malé kopané.
Mimo ČR hrál na klubové úrovni v Polsku a Kazachstánu. V roce 2016 byl představen jako reprezentant Liberlandu.

## Klubová kariéra
Svoji fotbalovou kariéru začal ve Slovanu Břeclavi, odkud se přes mládež Tatranu Poštorné dostal do Sigmy Olomouc. V roce 2004 se propracoval do prvního mužstva, kde se ale výrazně neprosazoval, a proto byl před sezónou 2007/08 poslán na hostování do Opavy a pak do týmu 1. FC Slovácko, které právě sestoupilo do 2. fotbalové ligy. Tady se mu začalo dařit a v 28 zápasech nastřílel 7 gólů.
I mezi fanoušky byl oblíbený, a proto vyvolalo velkou nevoli, když i přes zájem Slovácka o prodloužení hostování, byl Sigmou přesunut do Opavy, kde strávil sezonu 2008/09. Tentokrát nastřílel 8 gólů za sezónu a v létě se z hostování vrátil do Sigmy.
Zpočátku sezony 2009/10 se mu v lize příliš nedařilo, dokázal ale vstřelit vyrovnávací gól anglickému Evertonu v Evropské lize. V Gambrinus lize se prosadil až v závěru podzimní sezony, kdy vstřelil 5 gólů a byl po podzimu 2009 nejlépe hodnoceným hráčem ligy podle deníku Sport.
V roce 2011 zamířil do Polska do klubu Polonia Varšava, kde odehrál jednu sezónu. V červenci 2012 přestoupil z Polonie do jiného polského klubu Ruch Chorzów, posílil tak kádr čerstvého vicemistra polské Ekstraklasy.
V září 2013 přestoupil do FK Mladá Boleslav, kde podepsal smlouvu do konce roku 2016. S klubem v sezoně 2013/14 vybojoval evropské poháry. S Boleslaví se tedy představil ve 2. předkole Evropské ligy UEFA 2014/15 proti bosenskému týmu NK Široki Brijeg.
V srpnu 2014 odešel na půlroční hostování do FC Hradec Králové. V zimním přestupovém období ročníku 2014/15 se vrátil do Mladé Boleslavi a v lednu 2015 odešel na další půlroční hostování do kazašského klubu FK Akžajyk.